# Gloria Lynne
Gloria Lynne est le nom de scène de la chanteuse afro-américaine Gloria Alleyne, née Gloria Mia Wilson le 23 novembre 1929 (ou 1931 d'après certaines sources) à New York, et morte le 15 octobre 2013 à Newark. Parmi ses titres les plus connus, les chansons I Wish You Love et Speaking of Happiness sont deux succès qui marquèrent sa carrière. Elle travailla avec de nombreux artistes et reçut plusieurs distinctions.

## Biographie
John Wilson et sa femme Mary, chanteuse de gospel, eurent une fille qu'ils prénommèrent Gloria, née le 23 novembre 1929 (ou 1931) à Harlem,. Gloria Wilson passa son enfance dans ce quartier de Manhattan et chanta dans le chœur local de l'Église épiscopale méthodiste africaine de Sion. Lors du concours La Nuit des Amateurs, elle monta sur la scène de l'Apollo Theater et remporta le premier prix. Elle étudia la musique pendant cinq ans et se forma aux côtés de musiciens de jazz. Dans les années 1950, elle participa à des enregistrements avec des groupes comme les Enchanters et les Dell-Tones,.
En tant que soliste, elle effectua ses premiers enregistrements sous son nom de naissance, pour continuer sous son nom de scène avec le label Everest (en), chez qui elle signa en 1958, puis sur le label Fontana Records.
Alors qu'elle fut très prometteuse à ses débuts, tout particulièrement après des apparitions télévisées, avec par exemple Harry Belafonte, sa carrière souffrit d'un mauvais management. Certains studios d'enregistrement peu scrupuleux profitèrent de ses moyens financiers limités pour la laisser sans revenus. Mais ses capacités à travailler régulièrement et à se produire en direct lui permirent de s'en sortir,,.
Durant ses tournées, elle côtoya des artistes comme Ray Charles, Billy Eckstine, Ella Fitzgerald et Sarah Vaughan. Elle fut aussi invitée dans diverses émissions télévisées, comme The Tonight Show avec Jonny Carson, The Ed Sullivan Show, ou encore Soul Train de Don Cornelius.
Elle participa également comme parolière à l'écriture de chansons, dont Watermelon Man avec Herbie Hancock, All Day Long avec Kenny Burrell et Land me Yesterday avec Anne Rubino.
Deux de ses titres particulièrement connus sont les chansons I Wish You Love et Speaking Of Happiness. La première est une interprétation de l'adaptation anglaise de la chanson Que reste-t-il de nos amours ? de Charles Trenet, qui se hissa en tête des classements à la fois du jazz, du R&B et de la pop. La deuxième, écrite par Buddy Scott et Jimmy Radcliffe (en), occasionna un regain d'intérêt pour son œuvre, en étant utilisée dans les films Seven et U-Turn, ainsi que dans une publicité pour Ford.
La ville de New York proclama le 25 juillet 1995 Gloria Lynne Day.
Gloria Lynne eut avec son mari Harry Alleyne un fils prénommé Richard. Mère et fils dirigèrent ensemble la compagnie de production Family Bread Music Inc,.
Elle mourut d'une crise cardiaque le 15 octobre 2013 à Newark dans le New Jersey, à l'âge de 83 ans.

## Distinctions
En 1996, Gloria Lynne reçut l'International Women of Jazz Award. En 1997, la Rhythm and Blues Foundation lui décerna un Pioneer Award. La Seasoned Citizens Theatre Company lui remit un National Treasure Award en 2003, et elle fut admise au National Black Sports and Entertainment Hall of Fame. En 2007, elle reçut un Living Legend Award de l'État de Pennsylvanie. En 2008, elle se vit décerner un prix spécial pour Outstanding Achievement In Jazz, aux MAC Awards (en) de New York. En 2010, elle fut honorée au département Schomburg Center for Research in Black Culture de la bibliothèque publique de New York, pour ses nombreuses contributions au monde de la musique, lors du festival Great Women In Music fondé par Roz Nixon (en),. À la fin de sa carrière, Gloria Lynne travailla aux côtés de Roz Nixon avec succès.

## Discographie

### Avec lesDell-Tones
| Enregistrement | Titre                                       | Label     | Format   | Numéro |
| -------------- | ------------------------------------------- | --------- | -------- | ------ |
| 1953           | Yours Alone/My Heart's On Fire              | Brunswick | 45 tours | 84015  |
| 1954           | Little Short Daddy/I'm Not In Love With You | Rainbow   | 45 tours | 244    |

### Albums
| Enregistrement | Titre                                                                   | Label       | Format | Numéro    |
| -------------- | ----------------------------------------------------------------------- | ----------- | ------ | --------- |
| 1958           | Miss Gloria Lynne (with Wild Bill Davis and His Group)                  | Everest     | LP     | BR-5022   |
| 1959           | Lonely And Sentimental                                                  | Everest     | LP     | BR-5063   |
| 1960           | Try A Little Tenderness                                                 | Everest     | LP     | BR-5090   |
| 1960           | Day In, Day Out (with Ernie Wilkins and His Orchestra)                  | Everest     | LP     | BR-5101   |
| 1961           | I'm Glad There Is You                                                   | Everest     | LP     | BR-5126   |
| 1961           | He Needs Me                                                             | Everest     | LP     | BR-5128   |
| 1961           | This Little Boy Of Mine                                                 | Everest     | LP     | BR-5131   |
| 1962           | Gloria Lynne At Basin Street East (with the Earl May Trio)              | Everest     | LP     | BR-5137   |
| 1962           | Gloria Blue (compilation)                                               | Everest     | LP     | BR-5203   |
| 1963           | Gloria Lynne At The Las Vegas Thunderbird (with the Herman Foster Trio) | Everest     | LP     | BR-5208   |
| 1963           | Gloria, Marty & Strings (with Marty Paich and His Orchestra)            | Everest     | LP     | BR-5220   |
| 1964           | I Wish You Love (compilation)                                           | Everest     | LP     | BR-5226   |
| 1964           | Glorious (réédition de Miss Gloria Lynne)                               | Everest     | LP     | BR-5228   |
| 1964           | After Hours (réédition de Lonely And Sentimental)                       | Everest     | LP     | BR-5230   |
| 1964           | The Best Of Gloria Lynne (compilation)                                  | Everest     | LP     | BR-5231   |
| 1964           | Intimate Moments                                                        | Fontana     | LP     | SRF-67528 |
| 1965           | Soul Serenade                                                           | Fontana     | LP     | SRF-67541 |
| 1965           | Love And A Woman                                                        | Fontana     | LP     | SRF-67546 |
| 1966           | Go! Go! Go! (réédition de Day In, Day Out)                              | Everest     | LP     | BR-5237   |
| 1966           | Where It's At                                                           | Fontana     | LP     | SRF-67555 |
| 1967           | Gloria                                                                  | Fontana     | LP     | SRF-67561 |
| 1967           | The Other Side Of Gloria Lynne                                          | Fontana     | LP     | SRF-67571 |
| 1968           | Here, There & Everywhere                                                | Fontana     | LP     | SRF-67577 |
| 1969           | The Best Of Gloria Lynne (compilation)                                  | Fontana     | LP     | SRF-67589 |
| 1970           | Happy And In Love                                                       | Canyon      | LP     | 7709      |
| 1972           | A Very Gentle Sound                                                     | Mercury     | LP     | SRM-1-633 |
| 1974           | Gloria Lynne Greatest Hits By Popular Demand                            | Paul Winley | LP     | LP-122    |
| 1976           | I Don't Know How To Love Him                                            | ABC Impulse | LP     | ASD-9311  |
| 1977           | Love's Finally Found Me (with Stanley Turrentine)                       | Versatile   | LP     | NED-1122  |
| 1993           | No Detour Ahead                                                         | Muse        | CD     | MR-5414   |
| 1994           | A Time for Love                                                         | Muse        | CD     | MR-5381   |
| 1997           | This One's On Me                                                        | HighNote    | CD     | HCD 7015  |
| 2007           | From My Heart to Yours                                                  | HighNote    | CD     | HCD 7162  |

### Singles
| Enregistrement | Titre                                                      | Label                           | Format   | Numéro |
| -------------- | ---------------------------------------------------------- | ------------------------------- | -------- | ------ |
| 1954           | When I Say My Prayer/The Uncloudy Day                      | Josie                           | 45 tours | 767    |
| 1959           | June Night/Perdido                                         | Everest                         | 45 tours | 19303  |
| 1959           | But Not For Me/Just In Time                                | Everest                         | 45 tours | 19308  |
| 1960           | Be My Love/My Prayer For You                               | Everest                         | 45 tours | 19326  |
| 1960           | Happiness Is Just A Thing Called Joe/My Reverie            | Everest                         | 45 tours | 19337  |
| 1960           | June Night/Perdido                                         | Everest                         | 45 tours | 19343  |
| 1960           | Am I Blue?/Little Girl Blue                                | Everest                         | 45 tours | 19346  |
| 1960           | They Didn't Believe Me/Without A Song                      | Everest                         | 45 tours | 19347  |
| 1960           | Gypsy Boy/Recommended To Love                              | Everest                         | 45 tours | 19367  |
| 1960           | Condemned Without Trial/Dreamy                             | Everest                         | 45 tours | 19373  |
| 1960           | The Jazz In You/Love, I've Found You                       | Everest                         | 45 tours | 19390  |
| 1961           | He Needs Me/The Lamp Is Low                                | Everest                         | 45 tours | 19409  |
| 1961           | Impossible/This Little Boy Of Mine                         | Everest                         | 45 tours | 19418  |
| 1961           | You Don't Have To Be A Tower Of Strength/I Will Follow You | Everest                         | 45 tours | 19428  |
| 1962           | And This Is My Beloved/I'm Glad There Is You               | Everest                         | 45 tours | 19431  |
| 1962           | I Know Love/It Just Happened To Me                         | Everest                         | 45 tours | 2008   |
| 1963           | I'll Buy You A Star/Record Company Blues                   | Everest                         | 45 tours | 2023   |
| 1963           | Humming Blues/Stormy Monday Blues                          | Everest                         | 45 tours | 2030   |
| 1964           | I Wish You Love/Through A Long And Sleepless Night         | Everest                         | 45 tours | 2036   |
| 1964           | I Should Care/Indian Love Call                             | Everest                         | 45 tours | 2042   |
| 1964           | Don't Take Your Love From Me/You Don't Know What Love Is   | Everest                         | 45 tours | 2044   |
| 1964           | Serenade In Blue/Without A Song                            | Everest                         | 45 tours | 2047   |
| 1964           | On Christmas Day/Wouldn't It Be Loverly                    | Everest                         | 45 tours | 2051   |
| 1965           | Fly My To The Moon/The Night Has A Thousand Eyes           | Everest                         | 45 tours | 2055   |
| 1965           | Out Of This World/Squeeze Me                               | Everest                         | 45 tours | 2058   |
| 1965           | Lonely Street/Try A Little Tenderness                      | Everest                         | 45 tours | 2059   |
| 1965           | Folks Who Live On The Hill/That's A Joy                    | Everest                         | 45 tours | 2061   |
| 1965           | My Devotion/I'm Glad There Is You                          | Everest                         | 45 tours | 2062   |
| 1959           | Little Boy Blues/Way Beyond The Hills                      | Seeco                           | 45 tours | 6037   |
| 1961           | Is There Someone For Me/I'm Not Afraid Anymore             | Seeco                           | 45 tours | 6077   |
| 1964           | Be Anything (But Be Mine)/Soul Serenade                    | Fontana                         | 45 tours | 1890   |
| 1965           | The Touch Of Your Lips/Intimate Moments                    | Fontana                         | 45 tours | 1507   |
| 1965           | Watermelon Man/All Alone                                   | Fontana                         | 45 tours | 1511   |
| 1965           | Whisperers/I Understand                                    | Fontana                         | 45 tours | 1523   |
| 1966           | Sometimes It Be's That Way/Speaking Of Happiness           | Fontana                         | 45 tours | 1538   |
| 1966           | Strangers In The Night/Hey, Candy Man                      | Fontana                         | 45 tours | 1554   |
| 1966           | Money Machine/I Got What You Want                          | Fontana                         | 45 tours | 1560   |
| 1967           | Love Is/It's Not The Truth                                 | Fontana                         | 45 tours | 1567   |
| 1967           | Foolish Dreamer/I Can't Stand It                           | Fontana                         | 45 tours | 1594   |
| 1968           | Down Here On The Ground/I've Never Been Loved Before       | Fontana                         | 45 tours | 1617   |
| 1968           | The Guy Who Lived Up There/Hold Back The Dawn              | Fontana                         | 45 tours | 1627   |
| 1969           | I've Got To Be Someone/Problem Child                       | Fontana                         | 45 tours | 1639   |
| 1969           | Darlin'/No Easy Way Down                                   | Fontana                         | 45 tours | 1660   |
| 1969           | Hold It/Untouched By Human Love                            | Fontana                         | 45 tours | 1674   |
| 1966           | I Wish You Love/A Long Long Story                          | Hi Fi                           | 45 tours | 5103   |
| 1970           | If You Don't Get It Yourself/Love's Finally Found Me       | Canyon                          | 45 tours | 36     |
| 1970           | Seems Like I Gotta Do Wrong/Take You All The Way           | Roker                           | 45 tours | 504    |
| 1972           | Never My Love/Summer Knows                                 | Mercury                         | 45 tours | 73267  |
| 1972           | Just Let Me Be Me/Kickin' Life                             | Mercury                         | 45 tours | 73294  |
| 1976           | Out Of This World/Thank You, Early Bird                    | ABC Impulse                     | 45 tours | 31003  |
| 2012           | I Wish It Would Snow                                       | (LC Wells, LC Wells Music, LLC) |          | [ 17 ] |

#### Singles classés
| Année | Single                                   | Positions | Positions | Label   |
| Année | Single                                   | US Pop    | US R&B    | Label   |
| ----- | ---------------------------------------- | --------- | --------- | ------- |
| 1961  | The Jazz in You                          | 109       | —         | Everest |
| 1961  | He Needs Me                              | 111       | —         | Everest |
| 1961  | Impossible                               | 95        | 16        | Everest |
| 1961  | You Don't Have To Be A Tower Of Strength | 100       | —         | Everest |
| 1964  | I Wish You Love                          | 28        | 3         | Everest |
| 1964  | I Should Care                            | 64        | 47        | Everest |
| 1964  | Be Anything (But Be Mine)                | 88        | 40        | Fontana |
| 1964  | Don't Take Your Love From Me             | 76        | —         | Everest |
| 1965  | Watermelon Man                           | 62        | 8         | Fontana |